# ノルディックスキー
ノルディックスキー（英: Nordic skiing）とは、北欧のスカンジナビア地方で誕生・発展したスキーの型である。1920年代後半から盛んになりはじめたアルペンスキーに対して、もともと実施されていた距離（クロスカントリー）、飛躍（ジャンプ）、複合（コンバインド）の3競技は「ノルディック（北欧の、の意）」と呼ばれるようになった。スキーブーツの爪先だけがビンディングでスキー板と繋がれる構造であり、アルペンスキーと比較すると、かかとが固定されない点で異なる。

## 競技

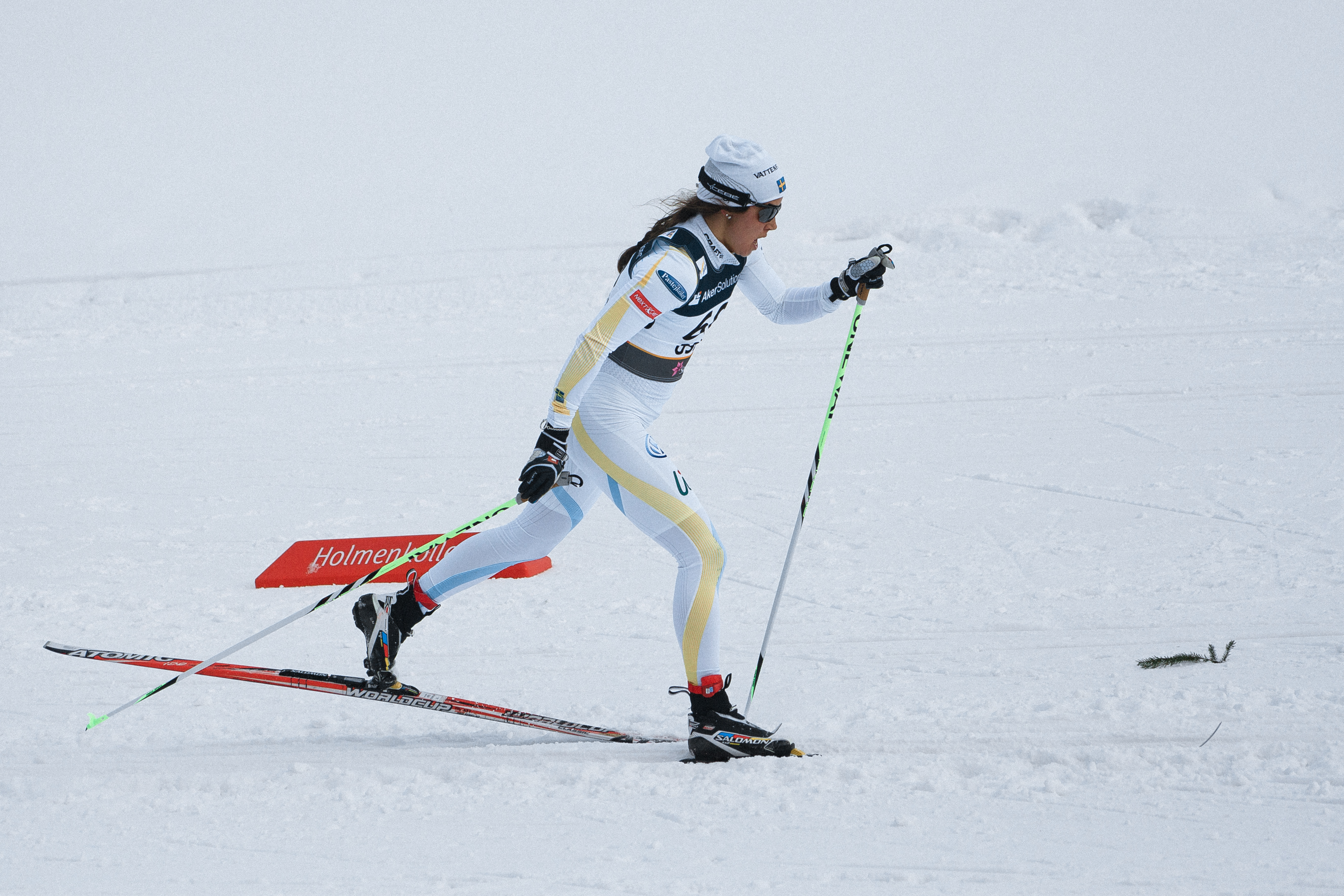
アンナ・ハーグ（2011年ノルディックスキー世界選手権クロスカントリースキー女子10kmクラシカル走法）

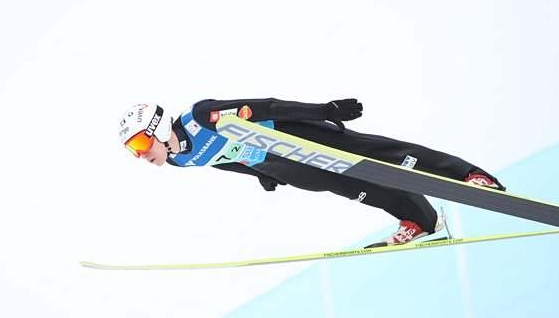
ユーリ・テペシュ（2012年スキーフライング世界選手権団体）

以下の3つの型に分類できる。
クロスカントリースキー
長いストックと細長くて軽いスキー板で、雪原や整地されたなだらかなコースを滑る。冬季オリンピック正式競技である。
スキージャンプ
太く長いスキー板で、ジャンプ台から飛躍する。冬季オリンピック正式競技である。
テレマークスキー
アルペンスキーのように雪山やゲレンデを滑る。テレマークという名称は、特に技術や用具について、ノルディックの別名としても用いられる。世界選手権やワールドカップがある。
ノルディック複合ではクロスカントリーとジャンプの両方を組み合わせて競い、そのバイオメカニクスは深く研究されている。クロスカントリー競技では強靭さや持久力が、ジャンプ競技では空気力学的効率が必要で、それら両方を特定のスキルへ変換し、練習や競技会において最適化させる。
バイアスロンはクロスカントリースキーとライフル射撃を組み合わせた競技だが、国際バイアスロン連合の管轄であり、国際スキー連盟の下ではノルディック種目に含まれない。